# Boby na Zimních olympijských hrách 1988
Na olympiádě v Calgary se jely dva závody bobů, jízda dvou a čtyřbobů. Konaly se na trati v Canada Olympia Parc. Trať měla délku 1475 metrů, výškový rozdíl 120 metrů a 14 zatáček. Dominovaly týmy SSSR, NDR a Švýcarska.
Závod dvojbobů se jel 20. února 1988 (1 a 2. jízda) a 22. února 1988 (3. a 4. jízda). Účastnilo se 41 týmů z 23 zemí.
Závod čtyřbobů se konal 27. a 28. února, účastnilo se 26 týmů ze 17 zemí.
Zajímavostí je, že se soutěže účastnili závodníci Jamajky, tedy země, kde není žádný sníh, o čemž byl později natočen film Kokosy na sněhu.

## Medailové pořadí zemí
| Pořadí | Země                                 | Zlato | Stříbro | Bronz | Celkově |
| ------ | ------------------------------------ | ----- | ------- | ----- | ------- |
| 1.     | Sovětský svaz (URS)                  | 1     | 0       | 1     | 2       |
| 2.     | Švýcarsko (SUI)                      | 1     | 0       | 0     | 1       |
| 3.     | Německá demokratická republika (GDR) | 0     | 2       | 1     | 3       |
|        | Celkem                               | 2     | 2       | 2     | 6       |

## Medailisté

### Muži
| Disciplína | Zlato                                                                            | Výkon   | Stříbro                                                                                                   | Výkon   | Bronz                                                                           | Výkon   |
| ---------- | -------------------------------------------------------------------------------- | ------- | --- | ------- | ------------------------------------------------------------------------------- | ------- |
| dvojbob    | Sovětský svaz (URS) · Jānis Ķipurs · Vladimir Kozlov                             | 3:53,48 | Německá demokratická republika (GDR) · Wolfgang Hoppe · Bogdan Musiol                                     | 3:54,19 | Německá demokratická republika (GDR) · Bernhard Lehmann · Mario Hoyer           | 3:54,64 |
| čtyřbob    | Švýcarsko (SUI) · Ekkehard Fasser · Kurt Meier · Marcel Fässler · Werner Stocker | 3:47,51 | Německá demokratická republika (GDR) · Wolfgang Hoppe · Dietmar Schauerhammer · Bogdan Musiol · Ingo Voge | 3:47,58 | Sovětský svaz (URS) · Jānis Ķipurs · Guntis Osis · Juris Tone · Vladimir Kozlov | 3:48,26 |